# Torres (gioco da tavolo)
Torres è un gioco da tavolo creato da Wolfgang Kramer e Michael Kiesling distribuito nel 1999 da FX Schmid in tedesco e da Rio Grande Games in inglese. Il gioco ha avuto un grande successo e nonostante sia uscito nel 1999 ha vinto il Spiel des Jahres nel 2000
Sebbene non faccia formalmente parte della trilogia di Kramer e Kiesling chiamata Mask Trilogy, composta da Tikal, Java e da Mexica, il gioco è spesso accostato a questi per via della meccanica di gioco molto simile.